# Spira
Spira é o mundo em que se passa o jogo Final Fantasy X para Playstation 2.
Curiosamente tudo no mundo de Final Fantasy X gira em torno de ciclos e esferas. O próprio novo sistema de evolução é completamente baseado em esferas onde, dependendo do tipo de esfera que você tem você poderá adquirir uma determinada habilidade.
Existem inúmeros outros fatores que mostram esse ciclo de Spira. A ideia de seu esporte principal ser jogado em uma esfera de água é uma delas. A dança que guia os espíritos dos mortos ao Farplane realizada por Yuna também. Mas o principal fator é o grande vilão da história, Sin, que é o ciclo de destruição. Ele é uma das razões para que o planeta em que o povo de Final Fantasy X se chame Spira.